# Brigitte Fontaine
Pour les articles homonymes, voir Fontaine.
Brigitte Fontaine, née le 24 juin 1939 à Morlaix, est une chanteuse, comédienne, romancière, nouvelliste, essayiste, poète, dramaturge et parolière française.

## Biographie

### Jeunesse
Fille d'instituteurs originaires de Morlaix, dans le Finistère, Brigitte Fontaine développe très tôt son goût pour l'écriture et la comédie. Son enfance, qu'elle déclare globalement heureuse, se déroule à Plouyé, puis à Morlaix. Son adolescence, à Brest, semble avoir été le moment de nombreuses épreuves, qui l'ont durablement marquée.
Après avoir obtenu un baccalauréat littéraire, elle se rend à Paris à 17 ans, pour devenir comédienne. Elle joue notamment au théâtre de la Huchette dans La Cantatrice chauve d'Eugène Ionesco.

### Parcours artistique

#### Théâtre et chanson (1963-1968)

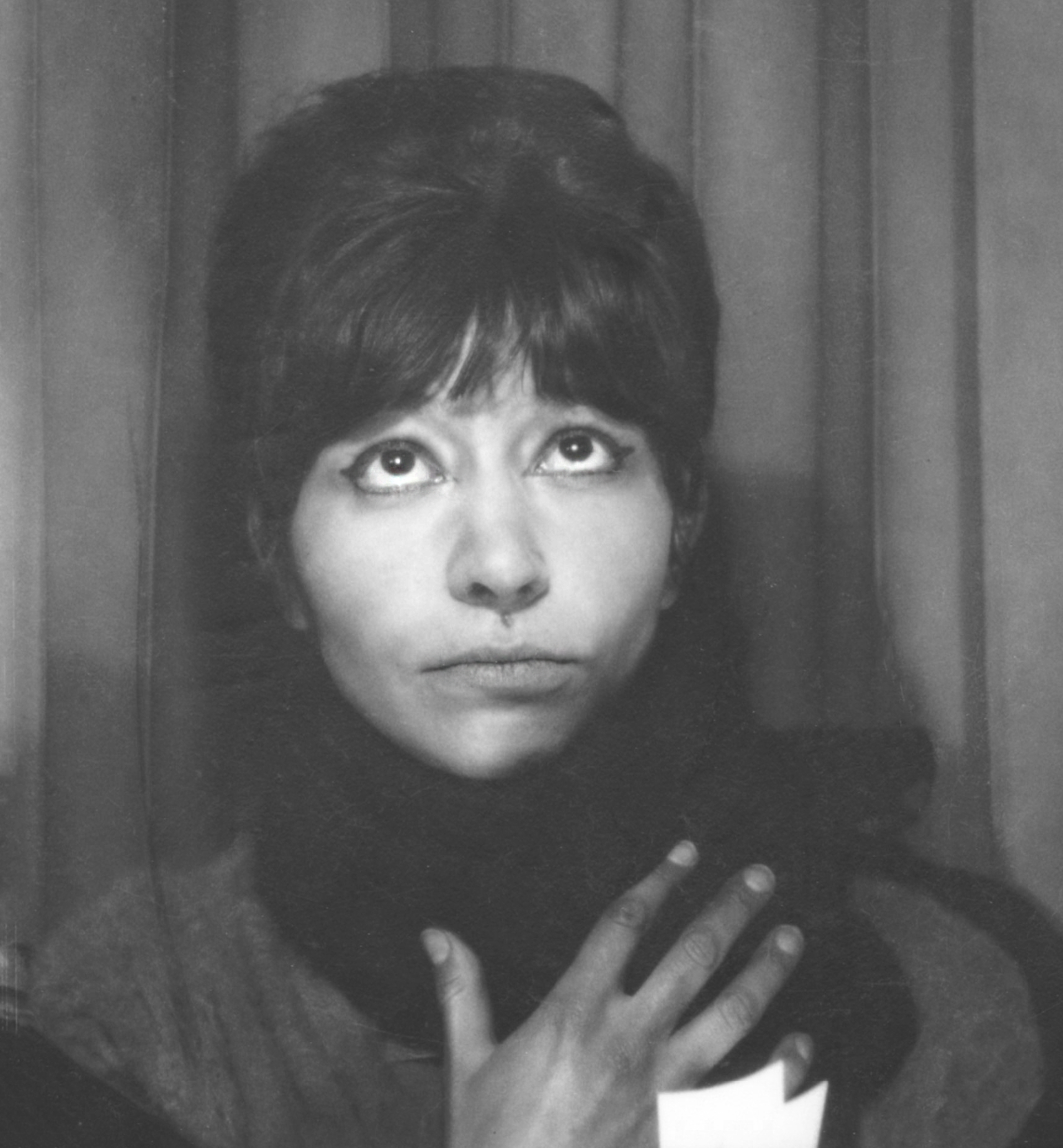
Brigitte Fontaine en 1963. Photo d'identité (Sacem).

En 1963, elle se tourne vers la chanson et se produit dans plusieurs salles parisiennes en interprétant ses propres textes. On la voit dans les cabarets de la Rive Gauche, puis aux Trois Baudets à Montmartre, où elle est repérée par le producteur Jacques Canetti. À La Grande Séverine, elle joue dans une pièce de Boris Vian, Le Dernier des métiers. On l'aperçoit même à la télévision dans Les Mardis de la chanson. 
Dès 1964, Jacques Canetti produit son premier album de facture jazzy (Chansons décadentes et fantasmagoriques) où il confie les orchestrations à Jimmy Walter, le compositeur des premières chansons de Boris Vian.  Georges Brassens écoute son premier album et lui propose de faire sa première partie à Bobino, dont la vedette américaine est Barbara. Grâce à Brigitte Fontaine, Jacques Canetti retrouve la trace de Jacques Higelin, qu'il avait auditionné aux Trois Baudets en 1954, alors qu'il avait 14 ans.
Brigitte Fontaine chanteuse ne renonce pas pour autant à la comédie. Avec Jacques Higelin et Rufus, à La Vieille-Grille, puis au théâtre des Champs-Élysées, elle crée la pièce Maman j'ai peur, qui obtient un succès critique et public si important qu'elle reste plus de deux saisons à l'affiche à Paris, et qui donne lieu à une tournée européenne.

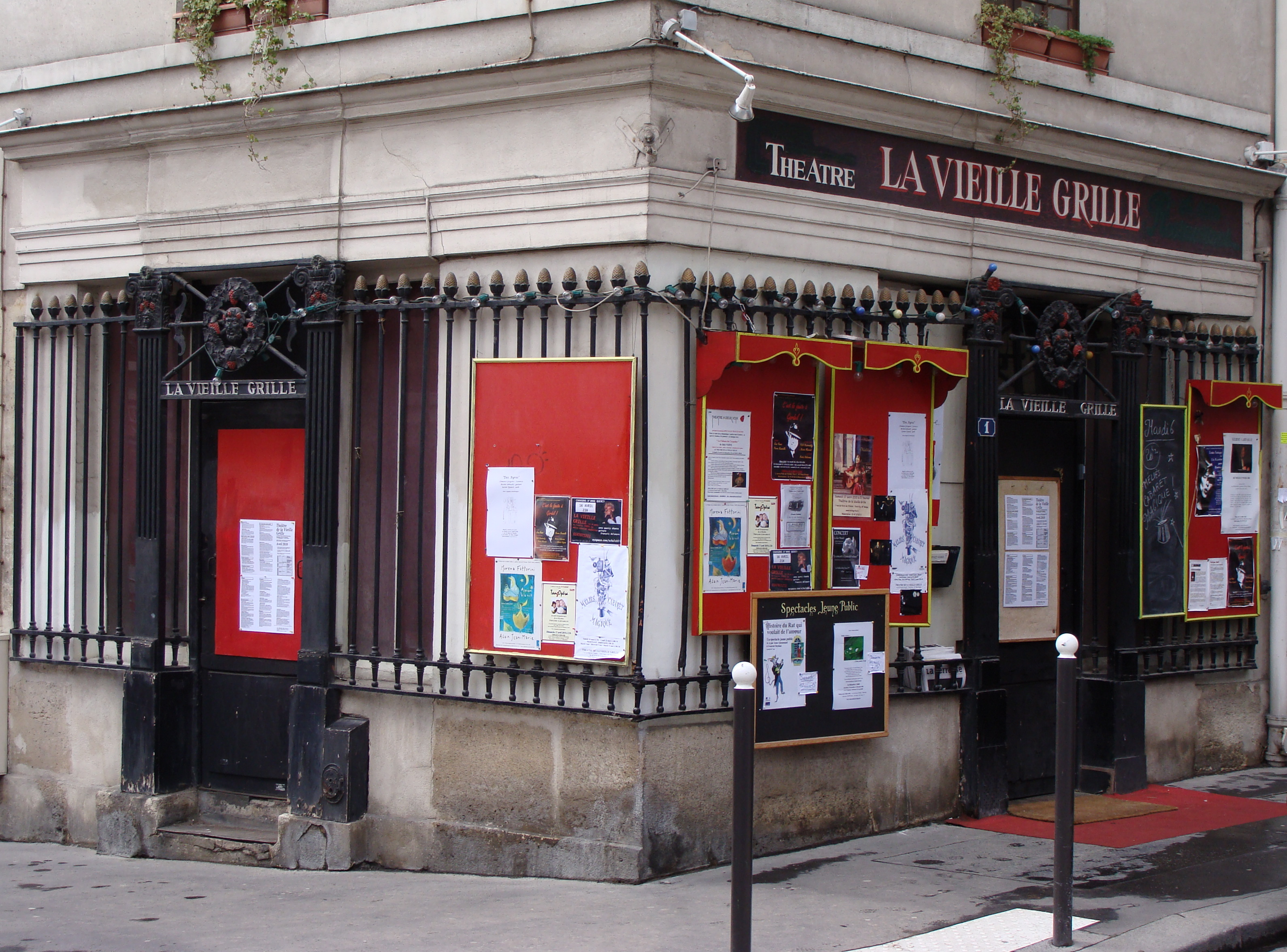
Le théâtre de la Vieille-Grille à Paris.

En 1966, les duos de Jacques Higelin et Brigitte Fontaine paraissent sous la forme de 45 tours : Maman j'ai peur, On n'est pas des chiens, La grippe paraissent chez Jacques Canetti. Cet enfant que je t'avais fait parait chez Pierre Barouh. La grippe sera notamment reprise par Etienne Daho et Jane Birkin.
En 1968 un album pop (Brigitte Fontaine est… folle ! avec déjà la collaboration de Jean-Claude Vannier), ainsi que deux 45 tours avec Jacques Higelin, dont le plus célèbre contient Cet enfant que je t'avais fait.

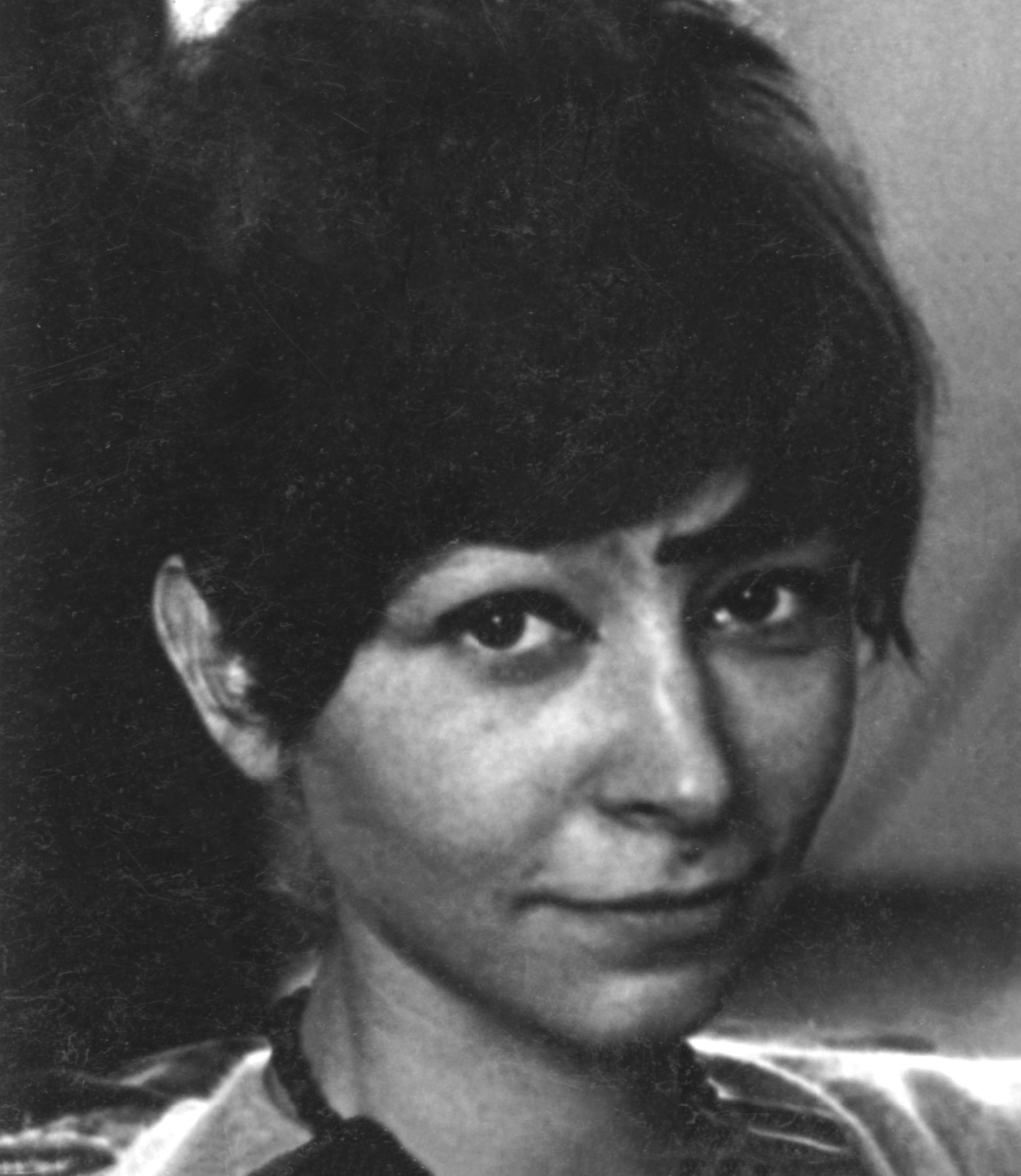
Brigitte Fontaine en 1964. Photo d'identité (Sacem).

Elle entame en 1969 une longue collaboration avec le musicien Areski Belkacem, qui devient après quelques années son compagnon puis son fiancé et mari. Avec ce dernier et Jacques Higelin, elle imagine pour la scène du Lucernaire Niok, un spectacle novateur, entre théâtre et chanson. Puis Brigitte Fontaine écrit une série de textes en vers libres et en prose qui composent le spectacle Comme à la radio, présenté au théâtre du Vieux-Colombier avant de devenir un disque. Enregistré avec l'Art Ensemble of Chicago, cet album marque une franche rupture avec la chanson française traditionnelle, en jetant les premiers ponts vers la world music. Sorti quelques mois avant ce disque, le 45 tours Lettre à monsieur le chef de gare de La Tour de Carol a par ailleurs été le premier titre français nommé Disque pop de la semaine et de ce fait diffusé deux fois par émission dans le Pop Club radiophonique de José Artur, contribuant au succès de l'album. Il reçoit l'année suivante le prix Charles-Cros.

#### Brigitte et Areski (1969-1979)

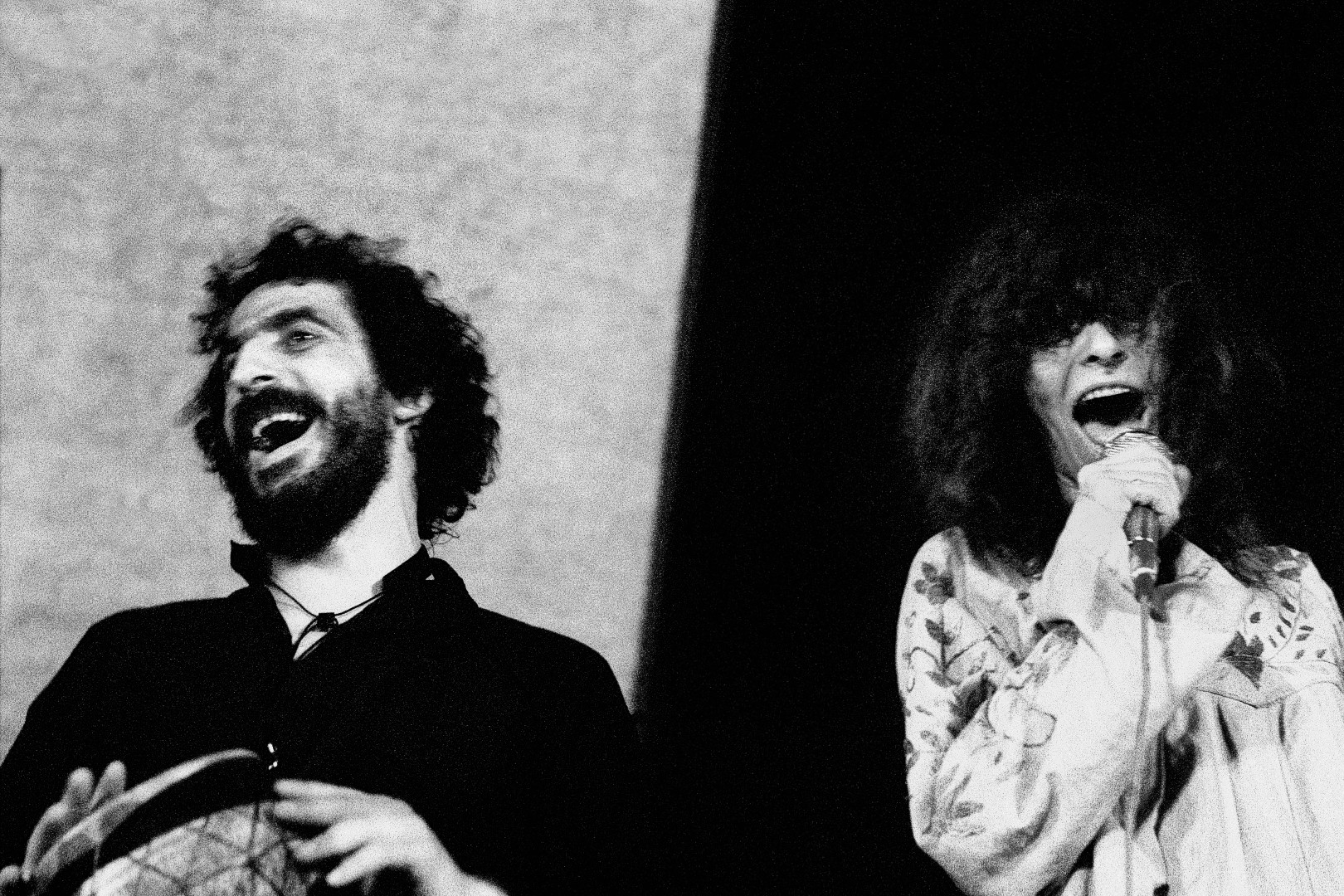
Areski et Brigitte Fontaine à la fête du PSU à Colombes en 1973.

Brigitte Fontaine devient alors une figure de l'underground français. En une demi-douzaine d'albums publiés pour la plupart par le label indépendant Saravah, Brigitte Fontaine explore, sans se soucier des hit-parades, différents mondes poétiques. Renonçant aux rimes, usant parfois du talk-over, elle enregistre, avec très peu de moyens et souvent sur deux pistes, des chansons qui abordent avec humour ou gravité, selon l'humeur, des thèmes aussi divers que la mort (Dommage que tu sois mort), la vie (L'été, l'été), l'aliénation (Comme à la radio, Où vas-tu petit garçon), la folie (Ragilia), l'amour (Je t'aimerai) ou encore l'injustice sociale (C'est normal), l'inégalité des sexes (Patriarcat), l'idéologie et le crime (Le 6 septembre), le faux engagement politique (L'Auberge (Révolution)), le racisme (Y'a du lard), voire elle-même et son compagnon (Brigitte, La Harpe jaune, Nous avons tant parlé)… Le couple construit une œuvre foisonnante et cohérente à la fois, à l'écart des programmateurs de radio et de télévision, dans une liberté totale — sauf cas de censure[Lesquels ?], mentionnés par Benoît Mouchart dans sa monographie de Brigitte Fontaine[réf. souhaitée].
Parce qu'ils voguent entre pop, folk, électro et world music, les albums L'incendie et Vous et nous par exemple, du tandem Areski-Fontaine, figurent parmi les disques les plus inclassables de la scène française. Près de trente ans plus tard, l'audience internationale de ces 33-tours (réédités depuis en CD) a pris de l'ampleur, notamment grâce aux propos enthousiastes que tiendront à leur sujet dans la presse anglo-saxonne les membres du groupe Sonic Youth. Les disques Brigitte Fontaine est... folle et Comme à la radio sont même réédités pour la première fois à destination des États-Unis en décembre 2013 par le label indépendant Superior Viaduct. Mais ils ne sont pas encore parvenus aux oreilles du grand public francophone, pour qui le travail de Brigitte Fontaine reste beaucoup moins connu que ses apparitions médiatiques.
Les prestations scéniques de Brigitte Fontaine et d'Areski Belkacem ne sont pas à cette époque des tours de chant traditionnels : mêlant improvisation théâtrale et chansons, leurs performances s'inscrivent davantage dans le genre du happening que dans celui du concert au sens propre. Les instrumentations sont d'ailleurs réduites à leur plus simple expression, les artistes n'hésitant pas à chanter a cappella lorsqu'ils ne s'accompagnent pas eux-mêmes à la guitare, aux percussions, au mélodica ou à l'accordéon. De 1973 à 1979, ils seront seuls en scène, sans être soutenus par un orchestre. Ils se produisent alors principalement en France mais aussi dans toute la francophonie et en Algérie. Ils donnent également de nombreux spectacles dans des prisons et des hôpitaux psychiatriques.

#### Nouvelles de l'exil (1980-1990)
Les années 1980 sont pour Brigitte Fontaine et son époux, Areski Belkacem, une période de silence discographique. Loin des studios d'enregistrement, Brigitte Fontaine se consacre alors à l'écriture et au théâtre. Toujours active, elle se produit sur scène au Québec, joue sa pièce Acte 2 dans une grande tournée à travers la francophonie, interprète Les Bonnes de Jean Genet à Paris, publie un roman (Paso doble) ainsi qu'un recueil de nouvelles (Nouvelles de l'exil). En 1984, elle enregistre un 45 tours (Les filles d'aujourd'hui), qui n'est presque pas diffusé à la radio mais qui lui permet de participer à quelques émissions télévisées, dont la plus populaire est L'Académie des neuf. Ce 45 tours est produit par Claude Carrère, habituellement producteur de disques de chansons beaucoup plus populaires.
Après avoir donné en 1988 une série de concerts à Tokyo et dans les plus grandes villes de l'archipel nippon, il lui faut attendre près de cinq ans pour qu'une compagnie française distribue son nouvel album French corazon (écrit et composé dès 1984 mais sorti en 1988 au Japon, grâce au soutien de la journaliste Reiko Kidachi). Diffusé notamment sur M6, le clip du morceau pataphysique Nougat, réalisé par la dessinatrice de bande dessinée Olivia Clavel, prépare le public au grand retour de la chanteuse sur les scènes françaises, lequel démarre par un concert événementiel en 1993, au Bataclan.

#### Période rose (1990-2000)
Dans les années 1990, Brigitte Fontaine se rapproche des univers de Björk et de Massive Attack en expérimentant de nouvelles formes musicales, plus électriques et surtout, plus électroniques qu'auparavant. Ses textes marquent quant à eux un retour vers une forme versifiée plus classique. En 1995, la parution de l'album Genre humain rencontre un beau succès, tant auprès de la critique que du grand public, avec des titres surprenants et drôles comme Conne (produit par Étienne Daho et Arnold Turboust), symbolistes comme La Femme à barbe (produit par Les Valentins) ou lyriques comme Il se mêle à tout ça (produit par Yann Cortella et Areski Belkacem). Elle coécrit la même année le single Jungle Pulse, sombre et érotique, interprété par Étienne Daho sur le disque Reserection. Ses prestations au Bataclan et au Café de la danse sont particulièrement cérémonielles : ses spectacles s'ouvrent ainsi toujours avec La Femme à barbe, que l'artiste interprète le visage dissimulé sous un long voile. Piégée par Raphaël Mezrahi qui réalise alors une série d'interviews-canulars, elle fait une apparition remarquée sur TF1 et commence à devenir un personnage médiatique, prisé pour son sens de la répartie inattendue et sa singularité physique et vestimentaire. C'est à cette même époque que la chanteuse décide de se raser le crâne.
En 1997, elle publie un nouveau roman (La Limonade bleue) puis enregistre Les Palaces et son titre-phare Ah que la vie est belle ! L'album, très bien accueilli par la presse, est enrichi par les collaborations du compagnon Areski Belkacem, du grand frère de cœur Jacques Higelin et d'un nouveau complice de jeu : Alain Bashung. La production et la réalisation de cet album sont assurées encore une fois par le tandem Cortella/Belkacem. Surtout, les chansons révèlent une inspiration renouvelée, moins abstraite et néanmoins toujours poétique, avec les mêmes thèmes du plaisir (Délices et Orgue), de l'art sublime (La Symphonie pastorale), des souvenirs (La Cour), de la peur du monde (Les Palaces), de la peur de soi (Le Musée des horreurs), utilisant la description et le portrait (L'Île, Ali). Délices et Orgue et Ah que la vie est belle ! marquent une nouvelle orientation vers la musique électro-dance (pour l'électro seule, Brigitte et Areski s'étaient imposés dès Vous et Nous en 1977), tandis que La Symphonie pastorale et L'Île se situent dans une belle tradition classique déjà inspiratrice de Belle abandonnée, voire Leila.

#### Disques d'or (2001-2004)

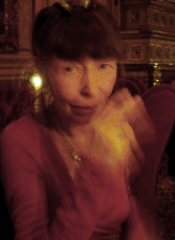
Brigitte Fontaine en 2009.

Disques d'or, ses albums Kékéland (2001) et Rue Saint Louis en l'Île (2004) ont bénéficié de collaborations prestigieuses (Noir Désir, Sonic Youth, Archie Shepp, M, Gotan Project, Zebda, etc.) et se présentent comme des bouquets variés, comprenant tangos (Pipeau, Rue Saint Louis en l'Île) et rock (Bis Baby Boum Boum), trip hop (God's Nightmare, Éloge de l'hiver) et reggae (Je fume), mêlant amour (Profond) et voyages (Guadalquivir, Fréhel), Betty Boop et la série noire (Rififi), Simone de Beauvoir et Rabelais. Il aura fallu attendre 2001 et le succès de la reprise, en duo avec M, de Y'a des zazous (une chanson des années 1940) pour que Brigitte Fontaine, une des rares auteures-interprètes féminines de la chanson française - avec Anne Sylvestre, Colette Magny, Barbara, Catherine Ribeiro... - accède à une plus large popularité, tout en s'illustrant par ailleurs dans une série de talk shows à la télévision (tels ceux animés par Laurent Ruquier ou Marc-Olivier Fogiel), apparitions qui fixent pour longtemps son image de « folle » dans le grand public.
Á partir de 2001, Brigitte Fontaine tourne régulièrement en France, avec des escales en Belgique, en Suisse et aussi à Londres et Barcelone, accompagnée sur scène des mêmes musiciens : le bassiste Bobby Jocky, le guitariste Yan Péchin, le pianiste Dondieu Divin, le batteur Patrick Baudin, le violoncelliste Frédéric Deville et bien sûr le percussionniste Areski Belkacem.

#### Exhibitions etProhibition(2005-2010)
En 2005, après avoir donné une série de concerts avec ce groupe, mais aussi avec la Compagnie des musiques à ouïr, elle publie chez Flammarion un nouveau roman, La Bête curieuse, dont l'ambiance érotique annonce un peu la tonalité de son quinzième album, Libido (2006). Ce nouveau disque, orchestré par Dondieu Divin, renoue avec l'énergie vivante de ses concerts dans une ambiance très « baroque'n'roll », où sont convoqués Thérèse d'Avila, les soufis, les films hollywoodiens, Melody Nelson, et beaucoup de paradoxes… Seules collaborations pour cet album : Jean-Claude Vannier et M qui fait sa troisième apparition dans le fantasque univers de la Reine des Kékés dont les cheveux ont repoussé.
En octobre 2006, Brigitte Fontaine apparaît au Barbican Theater de Londres aux côtés de Jarvis Cocker, Badly Drawn Boy et quelques autres chanteurs anglais, pour la première interprétation en public de la mythique Histoire de Melody Nelson. En janvier 2007, elle se produit sur la scène du théâtre d'Angoulême avec le dessinateur Blutch à l'occasion du festival international de la bande dessinée d'Angoulême. Le 29 mars de la même année, elle investit l'Olympia, entourée de ses amis Jacno, Arthur H, Christophe, Anaïs, Jacques Higelin, Maya Barsony et Jean-Claude Vannier. En avril, elle joue au Printemps de Bourges et participe, à la Cigale (Paris), à un concert de son admirateur québécois Pierre Lapointe pour une reprise en duo de La Symphonie pastorale.
Après avoir donné tout au long du mois de septembre une série de concerts intimes sur une péniche accostée sous le Pont des Arts à Paris, Brigitte Fontaine reprend sa tournée à travers toute la France. Entre deux concerts, elle entre en studio avec Olivia Ruiz pour enregistrer un single inédit dont elle a écrit les paroles : Partir ou rester. En février 2008, elle publie chez Flammarion un nouveau roman (Travellings), tandis que Benoît Mouchart lui consacre une biographie (Brigitte Fontaine, intérieur/extérieur). En mai de la même année, elle est invitée par Jamel Debbouze au Comedy Club, où elle donne une série de cinq concerts. En janvier 2009, elle participe à la création d'une nouvelle session de quatre concerts de dessins au Festival d'Angoulême : elle inspire le scénario de Dupuy-Berberian, joue le rôle de la conteuse et interprète Soufi, une chanson inédite spécialement écrite pour l'occasion. Quelques jours plus tard, elle réalise une performance avec Lee Ranaldo dans le cadre d'une exposition d'art contemporain.
En février 2009, elle fait paraître aux éditions Belles Lettres-Archimbaud trois recueils de textes : une réédition de L'Inconciliabule (indisponible depuis 1980), Rien (suivi de Colère noire) et Contes de chats, une suite de nouvelles, de poèmes et d'anecdotes illustrée par Jean-Jacques Sempé. Elle contribue au disque Mister Mystère de M par l'écriture de sept textes inédits et la reprise d'un titre créé sur Libido. Paru en octobre 2009, son disque personnel intitulé Prohibition est réalisé par Ivor Guest et Areski Belkacem, avec la participation de Grace Jones et Philippe Katerine. Pour cet enregistrement, elle reçoit en février 2010 le Prix de l'humour noir du disque. Le 8 mars de cette même année, elle est l'invitée d'honneur du « Printemps des poètes » et interprète plusieurs de ses poèmes en prose sur la scène de l'Opéra comique, où elle partage l'affiche avec l'actrice Dominique Blanc et la chorégraphe Carolyn Carlson. Quelques mois plus tard, elle donne des performances analogues dans le cadre des festivals « Paris en toutes lettres » et des « Correspondances de Manosque », puis en tournée à travers la France.

#### J'ai l'honneur d'être...(2011-2013)

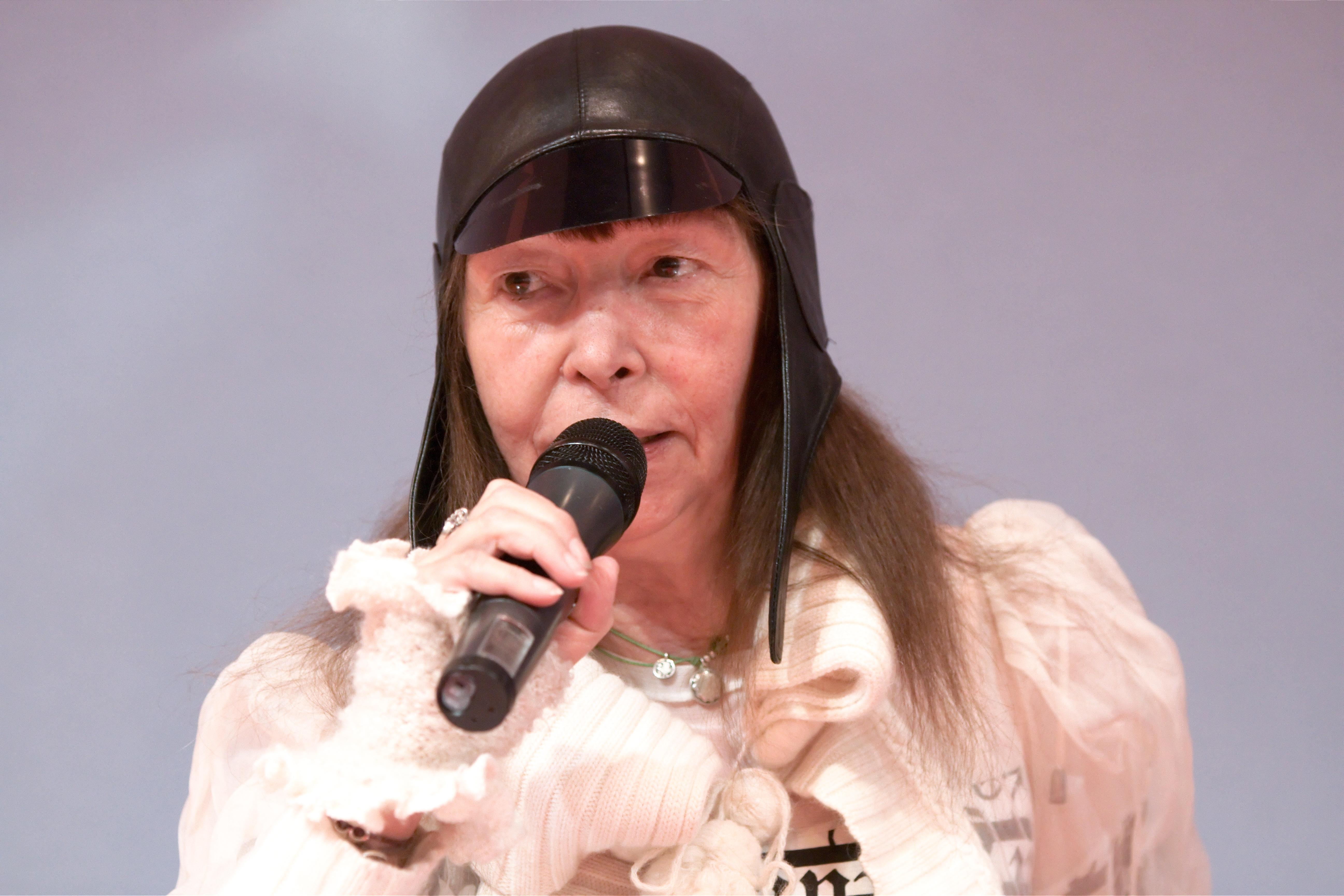
Brigitte Fontaine au Salon du livre de Paris en mars 2010.

En mars 2011, Brigitte Fontaine publie trois nouveaux recueils de textes aux Belles Lettres-Archimbaud, parmi lesquels figure une anthologie de chansons et de poèmes intitulée Mot pour mot. Le cahier « Livres » du quotidien Libération salue cette parution le 31 mars 2011 en consacrant deux pages à l'œuvre écrite de Brigitte Fontaine, « une alternance de mélancolie anxieuse et d’enragement social que l’école rangerait sans difficulté au panthéon romantique ». Son nouvel album intitulé L'un n'empêche pas l'autre, constitué d'inédits et de reprises, la plupart en duos, paraît le 23 mai 2011. Le 29 juin 2011, elle chante sur la scène du Bataclan avec Matthieu Chedid, Jacques Higelin, Grace Jones et Areski Belkacem. En juillet 2011, elle tourne dans Le Grand Soir, film de Benoît Delépine et Gustave Kervern, où elle interprète la mère des personnages joués par Benoît Poelvoorde et Albert Dupontel, tandis qu'Areski interprète leur père. Le 30 janvier 2012, Bertrand Cantat rejoint Brigitte Fontaine sur la scène du Trianon pour interpréter en duo Les Vergers, une chanson de 1975 reprise en duo sur L'un n'empêche pas l'autre, ainsi que le très rock Bis baby boum boum, un autre duo Fontaine-Cantat extrait de Kékéland, et, lors du rappel, pour Soufi (album Prohibition) où il se substitue à Grace Jones.
En octobre 2012, les éditions Actes Sud publient Portrait de l'artiste en déshabillé de soie, où Brigitte Fontaine dévoile ses pensées intimes sous forme d'une suite de révélations et d'illuminations poétiques qui prolongent son travail d'écrivaine. En attendant la sortie de son prochain disque, Brigitte Fontaine fait une prestation remarquée sur scène, aux côtés de Christophe Miossec, Kent et Albin de la Simone, à l'occasion de plusieurs concerts hommages à Alain Bashung (Dernières nouvelles de Frau Major) sous la direction musicale de Yan Péchin. Elle partage la même année avec l'accordéoniste Patrick Fournier une des Nuits de Nacre du festival de Tulle.
En septembre 2013, Brigitte Fontaine assiste à la Gaîté-Lyrique à la première projection publique du documentaire Reflets et Crudités qui lui est consacré (sorti au cinéma le 2 octobre) et publie son album J'ai l'honneur d'être avec la collaboration d'Areski et de Jean-Claude Vannier, dont le premier extrait, Crazy Horse, fait l'objet d'un clip signé Enki Bilal. Si Brigitte Fontaine resserre ses collaborations, rejetant celle de Tricky, elle confie cependant que le titre L'Île au cœur d'enfant devait être mis en musique par son voisin Henri Dutilleux (détenteur comme Brigitte  Fontaine d'un Prix d'honneur de l'académie Charles Cros) qui est tombé malade puis décédé. Les Inrocks se fendent d'un nouvel article élogieux, quoique maladroit, mais pas d'une couverture. Elle effectue ensuite une tournée qui passe en novembre par le Bataclan. Elle provoque la surprise en reprenant à cette occasion la chanson J'suis décadente qu'elle n'avait plus jamais interprétée sur scène depuis 1965.

#### ...La reine du mardi-gras(2014-2019)
Le 11 avril 2014, elle est une des têtes d'affiche, avec Grand Corps Malade, du festival « Porte-Voix » d'Oloron-Sainte-Marie. Elle présente trois spectacles différents aux Bouffes du Nord les 5, 6 et 7 juin 2014, alternant concert acoustique, lecture musicale et concert avec son groupe au grand complet (Yan Péchin, Patrick Baudin, Dondieu Divin, Bobby Jocky et Areski Belkacem). En novembre 2014, elle publie chez Flammarion Les hommes préfèrent les hommes (titre d'une des chansons – polar et hymne homosexuel – de son dernier album), un recueil de seize histoires : outre la nouvelle-titre, la première et la plus longue, Nuit d'hiver, Le Prépuce, La Classe, Les Sardines, Gravissimo, Aladdin et les Quarante Voleurs, Les brunes préfèrent les blondes, Les Sacs, Interview comme les autres, Un coma impossible, Le Matin de la fatalité, Boucle d'or, Futur, Les Tickets de restaurant, Enki et Miss Fatma, conte de Noël – cette dernière écrite en alexandrins ; la couverture est un portrait de l'écrivain par Enki Bilal. L'année suivante, Un vitrail de plus associe deux histoires, un « conte mi-arabe mi-celtique » d'écriture récente et un écrit plus ancien, La Reine du Mardi-Gras, avec des dessins de Richard Laillier. Entre deux promotions pour les disques et les livres, les concerts s'enchaînent.
En février 2016, Brigitte Fontaine, accompagnée d'Areski Belkacem, Yan Péchin et Patrick Baudin, rend hommage à l'écrivain et poète militant Kateb Yacine (1929-1989) en créant pour le MuCEM le spectacle Pour Kateb Yacine : des lectures puisées dans l'œuvre théâtrale, des fragments et le roman Nedjma de l'écrivain algérien, mêlés à des morceaux de son propre répertoire. Avec la tournée d'un spectacle de Les Musiques à Ouïr qui lui est consacré, un livre, un livre audio, un titre inédit sur un album reggae, Brigitte Fontaine, malgré une couverture médiatique faible, est plus que jamais présente. Cependant, au cours de cette année-là, plusieurs de ses concerts sont annulés « pour raisons de santé». L'année suivante, les Martins Brozers réalisent en Inde un court métrage remarqué sur la chanson Partir ou rester (2009) en duo avec Philippe Katerine, dans lequel paraissent les deux artistes.
En 2019, elle se produit plusieurs soirs au Café de la Danse, à Paris, où elle interprète plusieurs chansons inédites, accompagnée du guitariste Yan Péchin. Elle est  également à l'affiche du film Haut les filles de François Armanet et apparaît début juillet en couverture de Les Inrockuptibles avec Jeanne Added et Camélia Jordana. Télérama lui consacre quinze jours plus tard sa une sous le titre : « Vive Brigitte Fontaine ! ».

#### Depuis 2020
Le 24 janvier 2020, Brigitte Fontaine sort son dix-neuvième album : Terre neuve, composé de dix-neuf titres, et une nouvelle fois réalisé en compagnie d’Yan Péchin et Areski Belkacem où se côtoient Bouddha, Jimi Hendrix et Goethe. La chanson Vendetta est décrite par le journal L'Humanité comme la suite de sa signature du manifeste des 343.
L'année suivante, le titre Éternelle (1968) figure sur la bande originale de Cruella, production Disney avec Emma Stone et Emma Thompson.
Le 20 avril 2022, la chanteuse effectue un concert vendu comme étant celui de ses « adieux » lors du Printemps de Bourges, entourée par Philippe Katerine, Jarvis Cocker, Arthur H, Bertrand Belin, Gustave Kervern et Benoît Delépine, Anna Mouglalis et Béatrice Dalle notamment. « Le spectacle devait s'intituler Closing Night (« soirée de clôture ») mais elle a finalement opté pour Fucking Night (« putain de soirée ») » selon Boris Vedel, le directeur du festival. Si l'artiste ne confirme pas qu'il s'agit de son dernier concert, elle se déclare « affaiblie » par une fracture des vertèbres dont elle a été victime une dizaine d'années auparavant.
Le 1er novembre 2024 sort le vingtième album de Brigitte Fontaine, Pick Up.
Le 23 mai 2025 sort le simple Merde à la mer en duo avec Axel Bauer.

### Engagements
Brigitte Fontaine s'engage régulièrement en prenant position dans le débat public, comme lorsqu'elle signe le manifeste des 343 (en 1971 et en 2011), s'exprime contre la guerre du Golfe, soutient les étrangers en situation irrégulière et se prononce contre les prisons.

### Vie privée
Mariée avec Areski Belkacem après sept ans de fiançailles, Brigitte Fontaine n'a jamais eu d'enfant biologique, mais elle a joué le rôle d'une mère pour Ali Belkacem, le fils que son conjoint avait eu d'une union antérieure.

### Témoignages
- Pierre Barouh : « Dès mes premières confrontations avec les textes de Brigitte Fontaine, j’ai eu la certitude qu’un jour ou l’autre, on en parlerait comme d’Arthur Rimbaud[29]. »
- Jean-Claude Vannier : « Pour devenir un grand artiste, il faut se consacrer à temps complet à son art, sans hésiter. Il n’y a pas d’autre choix. Brigitte Fontaine fait partie de ces gens-là[30]. »
- Jean-Philippe Rykiel : « Être sur scène avec Brigitte et Areski m’a appris énormément. Bien que leurs spectacles soient écrits et jalonnés de repères, ils se placent dans une situation d’improvisation quasi permanente, créant un climat tout à fait fantastique, beau et très formateur[31]. »
- Arthur H : « Brigitte est un être très vibrant, très conscient d'elle-même et d'une créativité débordante. C'est un être qui est à la fois très fragile, très puissant aussi. C'est une énergie que je trouve absolument salutaire[32]. »
- -M- : « Quand je cherche de la force littéraire, je fais appel à elle. Même quand elle écrit des textes crus ou féroces, elle reste élégante. Classique[33]. »
- Étienne Daho : « J’ai avec elle une relation de confiance très tendre, très douce. Beaucoup de gens ont peur d’elle ou la croient cinglée. Mais quand on travaille avec elle, Brigitte est très présente, elle maîtrise vraiment l’histoire. Parfois, souvent par malaise, elle fait de la provocation, parfois très drôle, parfois très embarrassante. Cela attire les gens des médias pour de mauvaises raisons, ils se disent : « Ça va être un grand moment de télé, elle va faire n’importe quoi ! » Cela m’énerve et m’attriste. C’est une artiste exceptionnelle, elle a du génie, c’est une Gainsbourg. Elle est au même niveau, plus haut même au niveau de l’écriture. C’est une littéraire absolue. Une classique d’aujourd’hui[34]. »
- Reiko Kidachi : « La venue de Brigitte au Japon relevait de la légende, c’était un événement musical majeur[30]. »
- Bertrand Belin : « Brigitte Fontaine est saillante. À tout point de vue. Sa présence est remarquable. Elle joue comme personne de son corps, de sa façon singulière de se mouvoir. L’unique, chez elle, devient bouleversant par cette façon d’articuler son verbe et son corps. Elle est une chorégraphe d’elle-même, une œuvre totale, un opéra. Sa virtuosité, son imprévisibilité, tout ça la rend intimidante… On sent qu’elle transporte un trésor que tous les artistes envient[35]. »

## Discographie

### Albums
- 1966 : 13 Chansons décadentes et fantasmagoriques (arrangements de Jimmy Walter)
- 1968 : Brigitte Fontaine est…? (arrangements de Jean-Claude Vannier)
- 1970 : Comme à la radio avec Areski Belkacem et The Art Ensemble of Chicago
- 1972 : Brigitte Fontaine
- 1973 : Je ne connais pas cet homme avec Areski Belkacem
- 1974 : L'Incendie avec Areski Belkacem
- 1975 : Le Bonheur  avec Areski Belkacem
- 1977 : Vous et nous avec Areski Belkacem
- 1980 : Les églantines sont peut-être formidables avec Areski Belkacem (mixé par Dominique Blanc-Francard)
- 1988 : French corazon (Japon) (sortie en France en 1990, puis en 1999 sous le titre Le Nougat)
- 1995 : Genre humain
- 1997 : Les Palaces
- 2001 : Kékéland
- 2004 : Rue Saint Louis en l'île (mixé par Dominique Blanc-Francard)
- 2006 : Libido (arrangements de Areski Belkacem, Dondieu Divin et Jean-Claude Vannier)
- 2009 : Prohibition (réalisation de Ivor Guest)
- 2011 : L'un n'empêche pas l'autre (réalisation de Ivor Guest)
- 2013 : J'ai l'honneur d'être (arrangements de Areski Belkacem et Jean-Claude Vannier)
- 2020 : Terre neuve (réalisation de Yan Péchin)
- 2024 : Pick Up (réalisation de The Limiñanas)
- 2025 : Baraka 1980 (avec Areski Belkacem)

### Compilations
- 1967 : Chansons d'avant le déluge, avec Jacques Higelin (arrangements de Jimmy Walter et Michel Colombier)
- 1971 : 12 chansons d'avant le déluge, avec Jacques Higelin (arrangements de Jimmy Walter et Michel Colombier)
- 1976 : 15 chansons d'avant le déluge, suite et fin..., avec Jacques Higelin (arrangements de Jimmy Walter et Michel Colombier)
- 1990 : 17 Chansons Décadentes Et Fantasmagoriques, avec Jacques Higelin (arrangements de Jimmy Walter et Michel Colombier)
- 1996 : Jacques Canetti présente Higelin / Fontaine 20 chansons d'avant le déluge|20 chansons d'avant le déluge, avec Jacques Higelin (arrangements de Jimmy Walter et Michel Colombier)
- 1999 : Morceaux de choix
- 2002 : Plans fixes, Long Box (3 x CDs), incluant deux inédits : Comme à la radio et J'ai 26 ans (les deux en version anglaise)
- 2004 : L'Essentiel

### Singles
- Il pleut / Éternelle, Saravah – SH 40 001 promo, 1968
- Et... : Le noir c'est mieux choisi / Lettre à Monsieur le Chef de gare de La Tour de Carol, Saravah - SH 40 007, 1969
- Le Goudron / Les Beaux Animaux, Saravah – SH 40 008, 1969
- L'été... l'été / Tanka 1 - Tanka 2  (avec l'Art Ensemble of Chicago) Saravah - SH 40 015, 1970
- Jamai-ai-ai-ai-ai-ais / J'ai 26 ans, Saravah – SH 40 024, 1972
- Brigitte / Moi Aussi, Saravah – SH 40 043, 1972
- Ragilia / La Tête Bandée (avec Areski Belkacem) BYG Records – 129050, 1973
- Ça va faire un hit / Quand les ghettos brûleront (avec Areski Belkacem) BYG Records – 529 052, 1974, arrangements de Jean-Claude Vannier
- Le Bonheur / Méphisto (avec Areski Belkacem) Saravah – SH 40068, 1976
- Vous et nous / Je t'aimerai (avec Areski Belkacem) Saravah / RCA – RSB 480, 1978
- L'Inconciliabule : Le train 2110 / L'éternel retour 2e (avec Areski Belkacem) RCA – RSB 499, 1981
- Cet enfant que je t'avais fait (avec Jacques Higelin) / C'est normal (avec Areski Belkacem) Saravah - SHB 516, 1983
- Brigitte Fontaine : Les Filles d'aujourd'hui / Areski Belkacem: La dérive, Carrère-Celluloïd - 13 544, 1984, producteur Michel Zacha
- Le Nougat (Version LP) / Le Nougat (Soft Mix), EMI France – 8806512, 1993, arrangements de Jean-Philippe Rykiel, remixes de Gérard Langella, producteur Jacques Ameziane
- Live Au Bataclan : Le Chef De Gare (avec Jacques Higelin) / Leila (avec Arthur H, Georges Moustaki, Julie Dassin) promo édition limitée EMI France – SPCD 1709, 1994, enregistrement public au Bataclan, Paris, 14 avril 1993.
- Genre humain / Belle abandonnée, Virgin – VISA 3529, 1995, producteurs Areski Belkacem, Arnold Turboust, Étienne Daho, Ian Cortella
- Supermarket, promo Virgin - VISA 3537, 1995, producteurs Areski Belkacem, Ian Cortella
- Genre humain / Comme à la radio, Virgin – VISA 3541, 1995, producteurs Arnold Turboust, Étienne Daho
- Comme à la radio / Conne, promo Virgin – VISA 3635, 1995, producteurs Arnold Turboust, Étienne Daho
- Les palaces, promo Virgin – VISA 4211, 1996, producteurs Areski Belkacem, Ian Cortella
- Ah que la vie est belle, promo Virgin – VISA 4251, 1997, producteurs Areski Belkacem, Ian Cortella
- Stereolab & Brigitte Fontaine : Caliméro / Monade : Cache cache, Duophonic Super 45s – DS 45-CD25, 1998, arrangements de Sean O'Hagan
- Dressing, promo Virgin - VISA 4596, 1999
- Y'a des zazous (avec -M-) / Rififi, Virgin – 0724354605628, 2001, production et arrangements de Matthieu Chedid, Cyril Atef, Vincent Ségal
- Les filles d'aujourd'hui, promo Virgin – VISA 6734, 2001, producteurs Édith Fambuena, Jean-Louis Piérot
- Bis Baby Boum Boum (avec Noir Désir), promo Virgin – VISA 6742, 2001, arrangements de Noir Désir
- Pipeau, promo Virgin – VISA 6869, 2002, arrangements de Vincent Ségal
- Pipeau (Bodega mix), promo Virgin – VISA 6965, 2002, producteurs François Causse, Lucas Martinez
- Le nougat (avec Mouss et Hakim), promo Virgin – 0724386184221, 2004, producteurs Dominique Blanc-Francard, Rémy Sanchez, arrangements de Hakim Amokrane, Mouss Amokrane, Rémy Sanchez
- Betty Boop En Août (remix), promo Virgin – 0724387028128, 2005, remix et arrangements de Matthieu Chedid, producteur Areski Belkacem
- Disko cabine remixes : Jeans Team & Elli Medeiros: Europa (Tiny's Eurotic Remix) /  Khan & Brigitte Fontaine : Fine Mouche (Full On 12" Mix), Lou Records – DISKOMAXI1, 2005, remix de Eric D. Clark
- La Metro intro / La Metro, promo Polydor – 11282, 2006, arrangements de Dondieu Divin, producteur Areski Belkacem
- Barbe à papa, promo Polydor – 11382, 2006
- Barbe à papa (Remix) (avec Fat Phaze), promo Polydor – 380040011420, 2006, remix par Emmanuel Plegat, Olivier Huguenard
- Partir ou rester (avec Olivia Ruiz), promo Polydor – 11663, 2007, productrice Olivia Ruiz
- Prohibition, promo Polydor – 12897, 2009
- Prohibition / Dura Lex, promo édition limitée Polydor – 12897, 2009
- Dancefloor (avec Grace Jones), Polydor - 256, 2011
- Crazy Horse / Les hommes préfèrent les hommes, Decca – 3772733, 2014, producteur et arrangements de Areski Belkacem

### EP
- L'éternel féminin : Dévaste-moi	/ On n'est pas des chiens / La côtelette (Je suis la femme) / Les dieux sont dingues (Disques Jacques Canetti 27 271, 1966, arrangements de Jimmy Walter)
- Maman, J'ai peur…! ou (Est-ce que les veaux font des manières ?): Brigitte Fontaine et Jacques Higelin: La Grippe / Jacques Higelin: On est là pour ça / Brigitte Fontaine: Maman j'ai peur / Instrumental: Fleur de pavot (Thème musical) (Disques Jacques Canetti 261 004, 1966, arrangements de Michel Colombier)
- Bande originale du film Les encerclés : Brigitte Fontaine et Jacques Higelin: Cet enfant que je t'avais fait / Jacques Higelin: Les encerclés / Le roi de la naphtaline (Disc’AZ 1190, puis Saravah SHB 516X, 1968, arrangements de Jean-Claude Vannier)
- Brigitte Fontaine: 	French corazon / Hollywood / Claude Maurane: Danser / Elle attend (Midi Inc. E8195, 1988)
- Le nougat : Le nougat (version LP) / Le nougat (soft mix) / Le nougat (remix club) / Le nougat (Tarbouka mix) / Le nougat (rough mix) / Le nougat (Brapj mix) (EMI France 8801332, 1992, arrangements de Jean-Philippe Rykiel, remixes de Gérard Langella, producteur Jacques Ameziane)
- Le nougat : Le nougat (remix club) / Le nougat (version LP) / Le nougat (soft Mix) (EMI Music France – 8801336, 1992, arrangements de Jean-Philippe Rykiel, remixes de Gérard Langella, producteur Jacques Ameziane)
- 4 titres extraits de l'album Genre humain : Genre humain / Dans la cuisine / Il se mêle à tout ça / Comme à la radio (promo Virgin – SA 3525, 1995, producteurs Areski Belkacem, Arnold Turboust, Édith Fambuena, Étienne Daho, Jean-Louis Piérot, Yann Cortella)
- Il se mêle à tout ça : Il se mêle à tout ça / Dans la cuisine (Gilb'R remix) / Dans la cuisine / Dans la cuisine (Instru Gilb'R remix) (promo Virgin – VISA 3752, 1996, remixes de Gilbert Cohen, producteur Areski Belkacem)
- Dans La Cuisine : Dans La Cuisine (Gilb'r remix) / Dans La Cuisine / Dans La Cuisine (Instru Gilb'r Remix) (promo Virgin SA 8132, 1996, remixes de Gilbert Cohen)
- Y'a des zazous : 	Y'a des zazous (Jack Lahana remix) (avec -M-) / Pipeau (Bodega mix) / Y'a des zazous (Clip vidéo) (avec -M-) (Virgin – SA 6933, 2001, remixes de Jack Lahana, production et arrangements de Matthieu Chedid)
- Y'a des zazous : Y'a des zazous (avec -M-) / Tango pipeau / God's Nightmare / Y'a des zazous (Jack Lahana Remix) (avec -M-) (Virgin – 724389791327, 2001, producteurs Matthieu Chedid, Ad Van Olm, John Zerand, Stéphane Bertrand, arrangements de Matthieu Chedid et Jean-Philippe Rykiel, remixes de Jack Lahana)
- Vintage de choix :  Comme à la radio (version anglaise) / L'éternel retour (avec Areski Belkacem) / J'ai 26 ans (version anglaise) (promo, Virgin SA 6839, 2002, producteur Areski Belkacem)
- Fine mouche remixes (avec Khan) : Fine mouche (dOP Remix) / Fine mouche (Original Tango Piano Version) / Fine mouche (Tobii remix) (I'm Single – IMS 007, 2009, remixes de Tobias Sørensen Urhaug, Clément Zemstov, Damien Vandesande, Jonathan Illel)
- Fine mouche remixes (avec Khan) : Fine mouche (dOP Remix) / Fine mouche (dOP Dub mix) / Fine mouche (Tobii remix) / Fine mouche (Tobii Dub Mix) (promo édition limitée I'm Single IMS 007, 2009, remixes de Tobias Sørensen Urhaug, Clément Zemstov, Damien Vandesande, Jonathan Illel)
- Brigitte Fontaine: Lettre à Monsieur le Chef de gare de la Tour de Carol / monsieuRdurand: Un mauvais champignon / La nausée (extrait) (Cougouyou Music 6, 2017)

### Participations
- Sa dernière cigarette (1980, choriste, LP Inédits 1970 de Jacques Higelin)
- Le roi Arthur (1983, inédit, EP collectif Quelques Indicatifs Musicaux Spécialement Créés Pour José Artur Et Le Pop-Club, édition limitée 200 exemplaires)
- Amore 529 (1992, album Opération Blow-up de l'ensemble orchestral Un drame musical instantané enregistré avec Jean-Jacques Birgé et Bernard Vitet)
- On ne tue pas son prochain (1996, album collectif Route Manset, reprises de Gérard Manset)
- Underture (2000, inédit enregistré avec Sonic Youth)
- Lady Macbeth (2000, inédit enregistré avec Sonic Youth)
- L'Europe (2001, album Des visages des figures de Noir Désir)
- City (2002, album Duos / Reprises / Raretés Disque 2 du coffret Les Hauts De Bashung et 2009, album 	Documents Duos Raretés Vol. 2 du coffret À Perte de Vue de Alain Bashung)
- Âme te souvient-il ?  (2003, album hommage à Léo Ferré Avec Léo !)
- L'Homme à la moto (2003, album hommage à Édith Piaf L'Hymne à la môme, et 2004, album Rue Saint-Louis-en-l'Île)
- Fine Mouche (2005, avec Khan, album collectif Disko-Cabine)
- Red Light (2005, album Les tremblements s'immobilisent du groupe québécois Karkwa et en concert aux Vieilles Charrues 2006).
- La Beuglante (2008, album Femme d'extérieur de Maya Barsony)
- Bamako (2009, album « B » de Turzi)
- Je vous salue Marie (2011, album hommage à Jacno Jacno Future)
- S.O.S Médecins (2016, texte original que Brigitte Fontaine interprète sur l'album Des histoires... de Valério Big Band)
- Le Matin des magiciens (2018, album Rubin et le Paradoxe de Rubin et le Paradoxe)
- L'Eschatologie (2022, album Comme elles s'en vont de My Concubine)
- Merde à la mer (2025, album à sortir de Axel Bauer)

## Chansons

### Reprises
- Le roi Renaud (1968, en concert uniquement)
- Je t'aime moi non plus (1997, 2007 et 2009 en concert uniquement et en duo avec Arthur H)
- Paroles, Paroles (1997, en concert uniquement et en duo avec Arthur H)
- La Caravane (Caravan) (1997, album collectif Jazz à Saint-Germain et 2011, album collectif Hôtel Costes XV, en duo avec Grace Jones)
- Les Bêtises (1998, sur France Inter)
- Y'a des Zazous (2001, album Kekeland)
- L'Homme à la moto (2004, album Rue Saint Louis en l'île)
- Les Canuts (2001, 2004 et 2007, en concert à Lyon uniquement)
- Le Chant des partisans (2002, en duo avec Noir Désir aux Francofolies de la Rochelle)
- La nuit, je mens (2005, en concert uniquement et en duo avec Alain Bashung à l'Opéra-Comique ; 2013, en solo, dans le spectacle Dernières nouvelles de Frau Major au Centquatre-Paris)
- Que je t'aime (2005, en concert uniquement avec la Compagnie des musiques à Ouïr)
- Boum ! (janvier 2006, pour la télévision, en duo avec Doc Gynéco)
- Valse de Melody (21 octobre 2006, Histoire de Melody Nelson en concert au Barbican Theatre de Londres avec Jean-Claude Vannier, puis 2008, à la Cité de la musique)[36]
- Samuel Hall (10 novembre 2015, à la Cité de la musique à Paris et 02 octobre 2019 au Grand Rex à Paris[37])

### Chansons écrites pour d'autres interprètes
- Toi et ton sax pour Zizi Jeanmaire
- Les encerclés, Le Roi de la naphtaline, Je veux des coupables et Rififi pour Jacques Higelin
- Dis-moi, Le Brouillard, Chanson pour sa mère, À chaque tournant, Bali, Le Dragon, Les Borgia, Les Murailles, La Tête bandée, Un soleil, Les Muzdus, La Vache, Pif, Salomé, Le Triomphe de l'amour pour Areski Belkacem (les deux derniers sur l'album Le Triomphe de l’amour paru en 2010)
- Jungle Pulse (album  Reserection 1995) et Toi, jamais toujours (album L'Invitation 2007) pour Étienne Daho
- Barbares attraits (album  Toi du monde 2000) et Péplum (album Fais-moi une fleur 2011, conçu en 2009) pour Maurane
- Irrésistiblement pour Vanessa Paradis (album Divinidylle 2007)
- La Beuglante pour Maya Barsony (album Femme d'extérieur 2008)
- Le Solitaire pour Juliette Gréco (album Je me souviens de tout 2009)
- Phébus, Tanagra, Destroy, Lettre à Tanagra, Brigand, Crise et Je les adore pour Matthieu Chedid (album Mister Mystère 2010)
- Elle est SM pour Axel Bauer (album Peaux de serpent 2013)
- Elle ment comme elle respire pour Julien Clerc (album À nos amours 2017)
- L'Alchimiste pour Matthieu Chedid  (album Lettre infinie 2019)
- Merde à la mer pour Axel Bauer (album à sortir 2025)

La chanson L'Engourdie (sur l'album L'Incendie) avait été initialement écrite et composée pour Françoise Hardy, qui ne l'a jamais interprétée. De même, Demie Clocharde était originellement destiné à Jane Birkin, Pipeau à Henri Salvador, La Nacre et le Porphyre à Alain Bashung, Entre guillemets à Jacques Dutronc, Tanagra à Johnny Hallyday et Les Crocs à Annie Cordy.

### Chansons reprises par d'autres interprètes

#### En studio
- Les dieux sont dingues par Christine Sèvres (1968, LP Christine Sèvres, CBS)
- Maman, j'ai peur, Le Beau Cancer et Comme Rimbaud par Christine Sèvres (1970, 2d LP Christine Sèvres, CBS)
- Comme à la radio par Aut'Chose (1975, LP Une nuit comme une autre, CBS)
- Dommage que tu sois mort par Étienne Daho (1992, LP collectif Urgence, Virgin)
- La Vache enragée par Philippe Katerine (1997, LP Morceaux choisis de The Recyclers, Rectangle)
- Lettre à Monsieur le chef de gare de la Tour de Carol et Encore par Sasha Andres (1997, LP Morceaux choisis de The Recyclers, Rectangle)
- Comme à la radio par Jun Togawa (2000, LP 20th Jun Togawa Good-bye 20th Century, God Mountain)
- Eternal (adaptation anglaise de Éternelle) par Faun Fables (2004, LP Family Album, Drag City Records)
- La Grippe par Étienne Daho et Jane Birkin (2004, LP Rendez-vous de Jane Birkin, EMI Music)
- J'ai 26 ans par Catherine Leblanc Fredette (2005, CD Où la route mène, Productions de l'Onde)
- Comme à la radio par Lucien Francoeur et Aut'Chose (2005, CD Chansons d'épouvante, ARTIC)
- Cet enfant que je t'avais fait par Françoise Hardy et Rodolphe Burger (2006, LP Parenthèses de Françoise Hardy, EMI Music)
- Comme à la radio par Otomo Yoshihide Invisible Songs (2007, LP Sora, EWE Records)
- J'ai 26 ans par White Hinterland (en) (2008, EP Luniculaire, Dead Oceans)
- Radio-No-Youni (adaptation japonaise de Comme à la radio) par Asa-Chan et Junray (2008, CD Jun Ray Song Chang, Leaf La Baleine)
- Jungle Pulse par Elli Medeiros (2008, compilation Tombés pour Daho)
- Dévaste-moi par Charlotte etc. (2009, CD Bouquet d'épines, Patchrock)
- Cher par Les Cris de Paris et Geoffroy Jourdain (2009, CD Encores, Alpha)
- Mister Mystère par Matthieu Chedid (2009, LP Mister Mystère de Matthieu Chedid, Barclay)
- Comme à la radio par Marc Moulin (2009, LP Best of, Blue Note)
- Quand tu n'es pas là par Emmanuelle Seigner (2010, Dingue, Columbia)
- Barbe à papa par Stereo Total (2010, Baby Ouh ! )
- Vous et nous par Aurelia  (2010, The Hour of the Wolf )
- Dévaste-moi par Stefie Shock (2011, La Mécanique de l'amour )
- Inadaptée par Moravagine (2011)
- Tanagra par Johnny Hallyday (2011, Jamais seul)
- Le Goudron par Yacht (2012, single, DFA)
- Inadaptés par Bertrand Cantat en duo avec Fontaine (2012, BO de Le Grand Soir)
- Blanche-neige par Barbara Carlotti (2013, La Fille, Gallimard)
- Le Brin d'herbe, Culangerie Club Edit (remix sur la compilation électro Filet mignon, 2013)
- Dommage que tu sois mort par Jeanne Cherhal et Séverin, Cet enfant que je t'avais fait par Kahimi Karie et Albin de la Simone, C'est normal, par François Morel et Yolande Moreau, Le goudron par Maïa Barouh (sur la compilation  Les 50 ans de Saravah, 2016)
- Ah que la vie est belle, My Concubine (album Quelqu'un dans mon genre, 2018)
- L'Incendie, album réinterprété par Xavier Machault et Martin Debisschop, réalisé, enregistré et mixé par Ray Borneo (label Petrol Chips, 2019)
- Prohibition 2050, Daisy Mortem (album Allopop par La Souterraine, 2020)
- mhh mhh whap whap feat. Brigitte Fontaine, Françoise Hardy, Skillibeng (album Emiliano Gian Toulouze Prima Dei Venti par 2lose, 2023)

#### Sur scène
- Je voudrais partir par Pauline Julien et Anne Sylvestre (spectacle Gémeaux croisés au Théâtre Déjazet, 1988, édition en double CD chez EPM Musique en 2018)
- J'suis décadente (La concierge gamberge) par Denis D'Arcangelo (alias Madame Raymonde)
- Les Étoiles et les Cochons par Dominique A
- Hollywood par Arthur H
- Hollywood par Christophe
- Les Filles d'aujourd'hui par Simone Tassimot
- Rififi par Babx
- La Symphonie pastorale par Pierre Lapointe
- Il pleut par Jérôme Minière
- Veuve Clicquot par Maya Barsony
- Dommage que tu sois mort par Florent Marchet et Franck Monnet
- Dévaste-moi, Il pleut, Brigitte, Cher, La Symphonie pastorale, La Métro et Pipeau par Barbara Carlotti
- C'est normal par  Barbara Carlotti et Benoît Mouchart
- Comme à la radio, instrumental, par la Compagnie des musiques à ouïr
- Conne, par LaFille
- Le Sac, par les Deux Moiselles de B
- Tanagra, par Matthieu Chedid et Johnny Hallyday (en 2010 à Montpellier et Bercy)
- Les vergers, par Bertrand Cantat
- Dommage que tu sois mort, par Ludivine Sagnier (dans la pièce Nouveau Roman de Christophe Honoré, jouée au Festival d'Avignon)
- Conne, par RoBERT
- Le Nougat, par Riff Cohen
- Ô Brigitte !, « Ode à Brigitte Fontaine » par Les Musiques à Ouïr (spectacle constitué uniquement de reprises de Brigitte Fontaine : Ah que la vie est belle en samba, Comme à la radio, Conne, Cet enfant que je t'avais fait, La Symphonie pastorale, Ragilia, Crazy Horse, Le Train... créé en 2011, en tournée en 2016)
- C'est normal, Dévaste-moi, Il pleut, Brigitte, Cher, La Symphonie pastorale, La métro et Pipeau, par Barbara Carlotti (dans le cadre de "Brigitte Fontaine, châteaux intérieurs", conférence-chantée avec Benoît Mouchart, Centre national du patrimoine de la chanson / Théâtre-école des répertoires de la chanson, parc de la Villette)
- Cet enfant que je t'avais fait par Jacques Higelin et Camille (Francofolies de La Rochelle, 2014)
- Ah que la vie est belle par Bertrand Belin (2022, Fucking Night à Bourges)
- Lettre à M. le chef de gare de la tour de Carol par Anna Mouglalis (2022, Fucking Night à Bourges)
- Ah que la vie est belle par Zaho de Sagazan (en tournée 2023)
- Le Goudron par Arthur Teboul (album live Piano Voix paru en 2024, en collaboration avec le pianiste Baptiste Trotignon)

## Publications
- Chroniques du bonheur, Paris, Éditions des femmes, 1975.
- Madelon : alchimie et prêt-à-porter, Paris, Seghers, 1979.
- L'Inconciliabule, Paris, Tierce, 1980.
- Paso doble, Paris, Flammarion, 1985.
- Nouvelles de l'exil, Paris, Imprimerie nationale, 1988. Réédition : Flammarion, 2006.
- Genre humain (préf. Hélène Hazera), Christian Pirot éditeur, 1996.
- La Limonade bleue, l'Écarlate, 1997.
- Galerie d'art à Kekeland, Paris, Flammarion, 2002.
- La Bête curieuse, Paris, Flammarion, 2005.
- Attends-moi sous l'obélisque, Paris, Le Seuil-Archimbaud, 2006.
- Travellings, Paris, Flammarion, 2008.
- Rien suivi de Colère noire, Paris, Les Belles Lettres-Archimbaud, 2009.
- en collaboration avec Jean-Jacques Sempé, Contes de chats, Paris, Les Belles Lettres-Archimbaud, 2009.
- Le Bon Peuple du sang, Paris, Flammarion, 2010.
- Antonio, Paris, Les Belles Lettres-Archimbaud, 2011.
- en collaboration avec Léïla Derradji, Le Bal des coquettes sales, Paris, Les Belles Lettres-Archimbaud, 2011.
- Mot pour mot, Paris, Les Belles Lettres-Archambaud, 2011.
- Les Charmeurs de pierres, Paris, Flammarion, 2012.
- Portrait de l’artiste en déshabillé de soie, Arles, Actes Sud, 2012
- Les hommes préfèrent les hommes, Paris, Flammarion, 2014
- Un vitrail de plus, Paris, Riveneuve, 2015
- Boulevard des sms (ill. Alfred), Casterman, 2016
- Chute et Ravissement, Arles, Actes Sud, 2017
- L'Onyx Rose, Paris, Flammarion, 2018
- Paroles d'évangile, Le Tripode, 2019
- La Vieille Prodige, Le Tripode, 2021
- Vers luisants, Le Tripode, 2021 (ISBN 978-2-37055-310-2)
- Fatrasie, Le Tripode, 2023

## Théâtre
Interprète
- 1953 : L'Épreuve de Marivaux, théâtre de Morlaix
- 1956 : Gigi de Colette, Brest
- 1957 : Le Malade imaginaire de Molière, Brest
- 1957 : Les Précieuses ridicules de Molière, Brest
- 1957 : Mais n'te promène donc pas toute nue ! de Georges Feydeau, Brest
- 1957 : La Surprise de l'amour de Marivaux, tournée en Provence
- 1961 : L'Impromptu des collines et Claude de Lyon d'Albert Husson, mise en scène Julien Bertheau, théâtre du Tertre puis théâtre des Célestins
- 1962 : La Cantatrice chauve d'Eugène Ionesco, théâtre de la Huchette
- 1962 : Les Femmes de bonne humeur de Carlo Goldoni, avec Marthe Villalonga, Ariane Mnouchkine et Jean-Pierre Tailhade, Comédie de Paris
- 1964 : Lily Strada  et Le Dernier des métiersde Boris Vian, La Grande Séverine
- 1965 : Les Bargasses de Marc'O, mise en scène Marc'O, avec Bulle Ogier et Pierre Clémenti, théâtre Édouard-VII
- 1988 : Les Bonnes de Jean Genet, théâtre de la Toison d'or

Interprète et auteur
- 1966 à 1968 : Maman j'ai peur (coécrit avec Jacques Higelin et Rufus), mise en scène Sotha, La Vieille Grille, studio des Champs-Élysées et tournée
- 1969 : Niok, spectacle partiellement improvisé (en collaboration avec Jacques Higelin et Areski Belkacem), théâtre du Lucernaire
- 1969 :  Encore, encore et encore, 1969 théâtre du Lucernaire
- 1969 : Les Enfants sont tous fous (coécrit avec Rufus), Festival de Norot
- 1980 à 1984 :  Acte 2, adaptation de L'Inconciliabule, théâtre des Bouffes-du-Nord et tournée
- 1986 : Les Marraines de Dieu (coécrit avec Léïla Derradji), théâtre du Lucernaire
- 2016 : Pour Kateb Yacine, lectures puisées dans l'œuvre de Yacine mêlées avec des morceaux de son propre répertoire

Auteur
- 2010 : Il était une fois mais pas deux, un Cabaret Fontaine composé de textes de chansons déchantés avec Sylvie Gravagna, musique de Fabrice Vieira, mise en scène de Michel Cochet, La Java
- 2012 : Colère noire, avec Emmanuelle Monteil, musique de David Aubaile, mise en scène de Gerold Schumann, théâtre du Lucernaire
- 2015 : Femmes de l'être avec Constance Fortin, Cécile Gaujal, Émilie Gaumard, mise en scène par Cloé Rollin Dargent (textes de Fontaine, Virginia Woolf, Elsa Triolet, Virginie Despentes, Marguerite Yourcenar...), théâtre Au bout là-bas (Avignon off)
- 2017 : Bibliothèque idéale de Brigitte Fontaine lue par Denis Lavant avec des images de Brigitte filmées par Jean-Pierre Chambard (Festival Oh Les Beaux Jours), mise en scène de Tewfik Hakem
- 2021 : Colère noire, textes de Gabriel Dufay d’après Antonio, Colère noire et Rien de Brigitte Fontaine, mise en scène et jeu de Gabriel Dufay

## Filmographie

### Cinéma
Actrice
- Les Encerclés (1967) de Christian Gion
- Il arrivera de la mer (1969) de Sotha (19 min) avec Rufus (le mari), Claude Mann (le Messie), Romain Bouteille (le psychiatre), Arthur H. (voix de l'enfant) : la femme
- À mort la mort ! (1999) de Romain Goupil : Viviane
- Absolument fabuleux (2001) de Gabriel Aghion : apparition
- Traitement de substitution n°4 (2002) de Kiki Picasso
- Le Grand Soir (2012) de Benoît Delépine et Gustave Kervern : Marie-Annick Bonzini
- Brigitte Fontaine, reflets et crudité (2012) de Benoît Mouchart et Thomas Bartel : elle-même
- Mords-les (2019) de Benoît Delépine et Gustave Kervern (moyen métrage)

### Télévision
Actrice
- L'Atelier Prévert-Derlon, épisode Les Vésicules de la fortune de Maurice Dugowson (1969) avec Romain Bouteille
- Brigitte Fontaine, documentaire de Michel Soutter (1970)
- Apparitions régulières dans Made in Groland

## Radio
- Les Jeux olympiques de l'orgasme (coécrit avec Léïla Derradji), 1983

## Prix et distinctions

### Récompenses
- Grand prix du disque de la chanson française de l'académie Charles-Cros pour Comme à la radio (1970)
- Grand prix du disque de la chanson française de l'académie Charles-Cros pour  Les Palaces (1997)
- Prix d'honneur de l'académie Charles-Cros pour l'ensemble de son œuvre (2001)
- Grands Prix de l'humour noir pour Prohibition (2010)
- Prix hommage de la création musicale décerné par la Chambre syndicale de l’édition musicale (2011)
- Topor de L’Évidence (2019)[39]

### Décorations
- Médaille de la Ville de Paris "Grand vermeil" (2012)
- Commandeur de l'ordre des Arts et des Lettres (2014)[40]
- Chevalier de la Légion d'honneur le 14 avril 2017[41]

### Émission de radio
- Witold Langlois, "Brigitte Fontaine est…folle?", les 50 ans d'un album emblématique, Nectar, RTS Espace 2, 2019
- Witold Langlois, "Brigitte Fontaine", Ça fait pop !, RTS Première, 2024